# Any Way You Want It
Singles de Journey
Too Late
(1980) Walks Like a Lady
(1980)
Any Way You Want It est une chanson du groupe de rock américain Journey, sortie en février 1980 en tant que single du sixième album du groupe, Departure. Écrite par le chanteur Steve Perry et le guitariste Neal Schon, elle atteint la 23e place du classement américain Billboard Hot 100.
Le titre apparaît sur les quatre albums live du groupe, Captured, Greatest Hits Live, Live in Houston 1981: The Escape Tour et Revelation en DVD).

## Composition
Steve Perry indique que la chanson est fortement influencée par le groupe de rock irlandais Thin Lizzy et plus particulièrement par le bassiste Phil Lynott. En juillet 1979, Journey était en tournée avec Thin Lizzy à travers les États-Unis lorsque Lynott, Perry et Schon décident de partager des exercices de rimes pendant qu'ils étaient de sortie à Miami. Le travail "de base" sur « l'échange guitare-voix-guitare-voix qui s'est produit entre Phil et ses paroles et le guitariste et ses arrangements, nous a inspiré et a donné  Any Way You Want It. C'est guitare-voix, guitare-voix, plus guitare-guitare-guitare-voix. C'est voix-voix et des va-et-vient et c'est quelque chose que Neal et moi pensons juste instinctivement capté en traînant avec lui ». Neal Schon et Steve Perry retravaillent ensuite la chanson dans le bus du groupe, avec Schon à la guitare acoustique et Perry au chant. La contribution de Lynott a ensuite influencé d'autres chansons construites sur le même schéma comme "Stone In Love".
Pour la version studio, le claviériste Gregg Rolie utilise à l'origine un mellotron. Comme il était défectueux, le coproducteur Geoff Workman a décidé de réparer le son en le doublant avec l'orgue de Rolie dans le mixage final, créant ainsi le support de fond sonore unique pour la chanson.

## Clip musical
Le clip est réalisé par Kim Paul Friedman et diffusé en première en mars 1980. Il débute avec un homme debout devant un juke-box, le visage invisible à l'écran. Il fait défiler avec son doigt une liste de chansons et s'arrête à Any Way You Want It. Il fouille ensuite dans sa poche et en sort une pièce qu'il insère dans le juke-box. Il sélectionne ensuite la chanson et nous voyons un disque être retourné et commencer à tourner. Cela se dissout dans un plan d'une bande de studio en rotation qui conduit le groupe à interpréter la chanson en studio. La performance du groupe comprend la majeure partie de la vidéo jusqu'à la fin de la chanson. À ce stade, l'homme du juke-box se révèle être en fait le chanteur principal Steve Perry qui se retourne et sourit à la caméra. Une autre vidéo existe qui est une performance en direct pendant le Departure Tour. Les deux vidéos sont omises du DVD Greatest Hits 1978–1997 du groupe au profit d'une autre version live de la chanson de l'Escape Tour.

## Utilisations
La chanson figure sur les quatre albums live du groupe : Captured, Greatest Hits Live, Live in Houston 1981 : The Escape Tour, et Revelation sur DVD. Elle reste un incontournable des concerts du groupe, ainsi qu'une chanson très écoutée sur les radios de rock classique et une chanson emblématique du groupe. La chanson apparaît brièvement dans le film Le Golf en folie, fait l'objet d'une reprise a capella en plusieurs langues dans Pitch Perfect 2, est interprétée dans un mashup avec Lovin', Touchin', Squeezin' (en) pour le final de la saison 1 de Glee, et apparaît brièvement dans Fun and Games, un épisode de la saison 6 de Better Call Saul.
La chanson est également utilisée dans le matériel promotionnel du film d'action-comédie The Fall Guy, sorti en mai 2024.

## Personnel

### Interprètes (Departure)
- Steve Perry : chant principal
- Neal Schon : guitares, chœurs
- Ross Valory : guitare basse, chœurs
- Gregg Rolie : mellotron, orgue , chœurs
- Steve Smith : batterie

### Interprètes (Revelation)
- Jonathan Cain : claviers, chœurs
- Arnel Pineda : chant principal
- Neal Schon : guitares, chœurs
- Ross Valory : guitare basse, chœurs
- Deen Castronovo : batterie, chœurs

## Classements
| Classements (1980 - 1981)             | Meilleure position |
| ------------------------------------- | ------------------ |
| Canada Top Singles (RPM)              | 50                 |
| US Billboard Hot 100                  | 23                 |
| Classements (2010)                    | Meilleure position |
| UK Singles (Official Charts Compagny) | 161                |

## Certifications
| Région                                                                     | Certification | Ventes/Streams |
| -------------------------------------------------------------------------- | ------------- | -------------- |
| Royaume-Uni (BPI)                                                          | Argent        | 200 000‡       |
| États-Unis (RIAA)                                                          | 4 × Platine   | 4 000 000^     |
| xNon précisé par la certification ‡ventes/streaming selon la certification |               |                |